# Flixtrain
Flixtrain är ett tyskt järnvägsbolag som ägs av Flixmobility GmbH, som också driver Flixbus och Flixcar.
Företaget bildades 2018 och deras första tåglinje var sträckan mellan Hamburg till Köln.. 
Tågtrafiken bedrivs i samarbete med olika tågoperatörer. Operatörerna ansvarar för den dagliga driften av tågtrafiken, medan Flixtrain hanterar nätplanering, marknadsföring, prissättning, kvalitetssäkring och kundtjänst för verksamheten. 

## Sverige

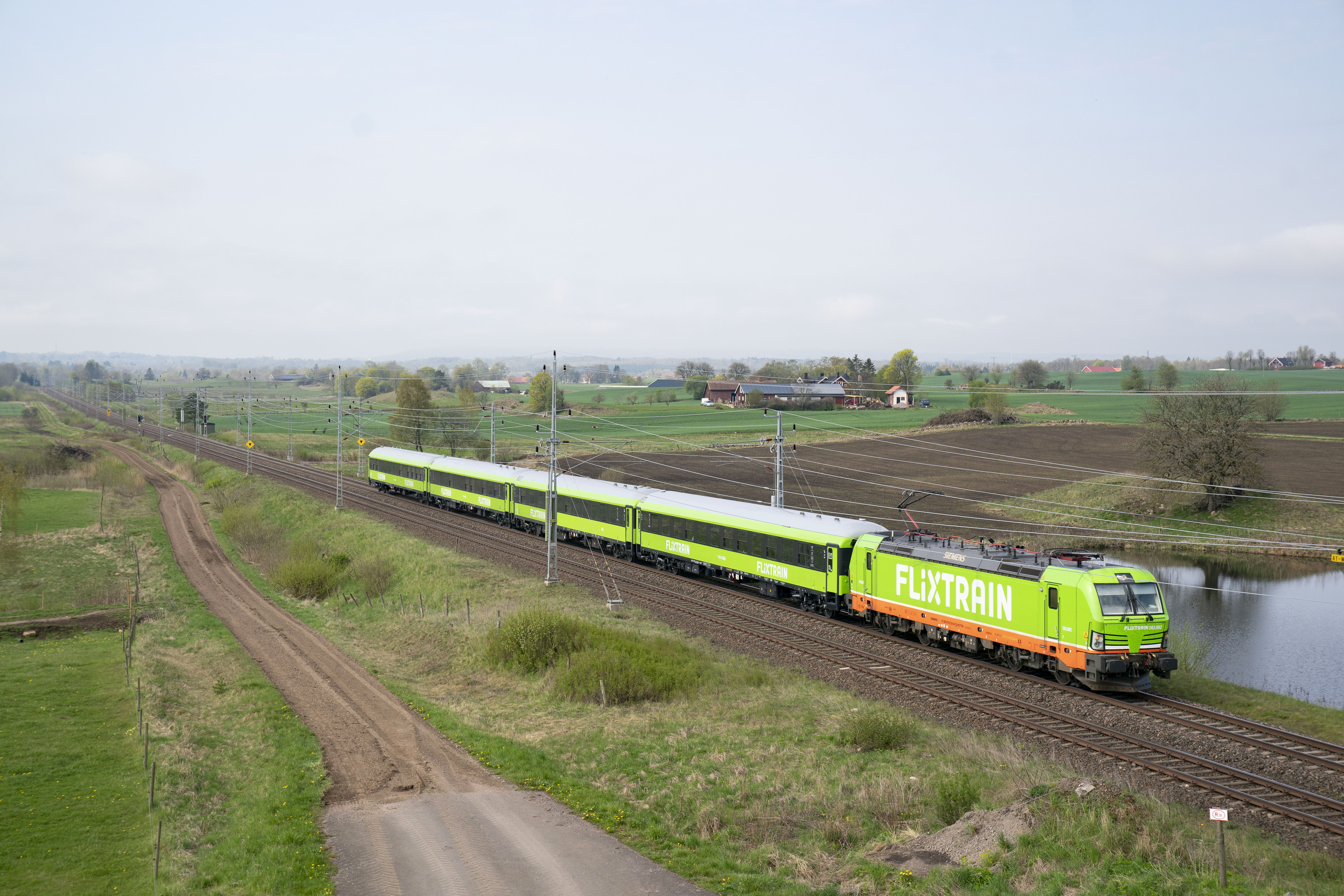
Flixtrain från Göteborg till Stockholm, söder om Stenstorp.

I Sverige startade systerbolaget Flixbus Sverige AB trafik den 6 maj 2021 under varumärket Flixtrain med tre tåg i var riktning Stockholm–Göteborg. Tågen körs av Hector Rail som står för lok (Tre lok av typ 243), vagnar och personal. Personvagnarna är renoverade vagnar som tidigare tillhört Deutsche Bahn och hyrs från det tyska uthyrningsföretaget Railpool.
Företaget planerade att starta redan 2020 med trafik Stockholm–Göteborg och Stockholm–Malmö,, men på grund av coronaviruspandemin blev det ingen trafikstart 2020. Endast sträckan Stockholm–Göteborg startades och i slutet av januari 2024 ställde Flixtrain in alla avgångar i Sverige på grund av problem med att underhålla tågvagnarna. I mitten av april pausade Flixtrain sin tågverksamhet i Sverige helt och vagnarna flyttades till Tyskland på grund av ökad efterfrågan där.